# 公衆保健医師
公衆保健医師（こうしゅうほけんいし、朝: 공중보건의사）は、韓国の徴兵制度による代替服務制度。医科大学などを卒業・医師の資格を取得した徴兵対象者・一部の医務士官候補生が対象である。

## 制度の始まり
国民保健医療の為の特別措置法（こくみんほけんいりょうのためのとくべつそちほう、朝: 국민보건의료를 위한 특별조치법）により1979年から医師の資格を取得した徴兵対象者の中で予備役将校の兵籍に編入された者を対象に公衆保健業務に従事するようにし、同年に公衆保健医師604人（医師300人、歯科医師304人）が最初に農漁村に配置されたが、これが医師資格を有する者の公衆保健医師への召集の始まりである。

## 沿革
- 1979年：1978年12月8日に改正された兵役法と同日に制定・公布された「国民保健医療を為の特別措置法」により医師の資格を取得した徴兵対象者の中で予備役将校の兵籍に編入された者を対象に公衆保健業務に従事するようにし、同年に公衆保健医師604人（医師300人、歯科医師304人）が最初に農漁村に配置[1]されたが、これが医師資格を有する者の公衆保健医師への召集の始まりである[2]。
- 1980年12月31日：「国民保健医療を為の特別措置法」が廃止、公衆保健医師の根拠となる法律が同日に制定・公布された「農漁村保健医療を為の特別措置法」で変わる[3]。
- 1990年：「兵役義務の特例規制に関する法律」により公衆保健医師の役種及び階級の分類が予備役の将校から補充役の兵に変わる(当該条項は1994年に兵役義務の特例規制に関する法律が兵役法と統合に伴い条項が変わった)[4]。
- 1991年：農漁村農漁村保健医療を為の特別措置法が「農漁村等保健医療を為の特別措置法（のうぎょそんなどほけんいりょうをためのとくべつそちほう、朝: 농어촌 등 보건의료를 위한 특별조치법）」に改められた[5]。

## 公衆保健医師が配置される医療施設
公衆保健医師が配置される医療施設は下記の通り。
- 保健所・公共病院(特別市・広域市管轄区域内の区を除く。)
  - 保健所・支所
  - 保険福祉部長官が定める公共病院(国立病院・地方自治体が設立した病院・公共団体が設立した病院)
- 公衆保健医療研究機関
- 法律の施行令に規定されている医療施設
  - 病院船及び移動支援班
  - 郡域及び医師の確保が困難な中小都市の民間病院の中で政府の支援を受ける病院として、保険福祉部長官が定める病院
  - 社会福祉施設
  - 拘置所・刑務所内の医療施設
  - 救急医療機関

## その他
- 2020年、新型コロナウイルス(COVID-19)の防疫と関連する韓国での大量検査は「徴兵制度の賜物」という報道したFNNでお知らせた医師制度が公衆保健医師である[7]。
- 韓国の公衆保健医師制度が特定資格を備えた人々を非軍事的目的の業務を徴兵制度によって強制する制度の一部(強制労働)として、国際労働機関の強制労働に関する条約に反すると言われている[8]。